# David De La Rosa Pérez
David de la Rosa Pérez (Jerusalén, 9 de marzo de 1946) es un diplomático colombiano de origen israelí, quien ejerció como embajador de Colombia ante Israel en el periodo de 2001 a 2004.

## Biografía
Nacido en Jerusalén el 9 de marzo de 1946, en el seno de una familia religiosa judía conformada por Isaac De La Rosa y Fortuna Pérez. En 1966 se estableció en Barranquilla, donde a partir de 1972 desempeñó un papel activo en la Comunidad Sefaradí de la ciudad. Ocupa un lugar destacado en la Comunidad Hebrea Sefaradí, donde fue presidente entre 1996 y 2000. También ha desempeñado diversos cargos en instituciones judías, como la presidencia de la Federación Sefaradí Latinoamericana en Colombia y la representación de las comunidades sefaradíes del país a nivel regional. Entre 2001 y 2004, durante las presidencias de Andrés Pastrana y Álvaro Uribe fue embajador de Colombia en Israel, periodo durante el cual impulsó alianzas en defensa entre ambos países, mérito por el cual se le condecoró con 
la Orden al Mérito General José María Córdoba.